# Michel Taubmann
Michel Taubmann (* 1956 in Paris) ist ein politisch engagierter französischer Fernsehjournalist, der die Redaktion von Arte-Info in Paris sowie die Sendung Ouverture des Senders Télévision française juive (TFJ) leitet. Im Jahre 2002 gründete er den Cercle de l'Oratoire, einen französischen Think Tank (Denkfabrik) sowie 2006 aus diesem Kreis heraus die Zeitschrift Le Meilleur des mondes. Der Cercle versteht sich als transatlantische Reaktion auf die Terroranschläge am 11. September 2001 und auf den „Antiamerikanismus“ und „Antizionismus“, der sich angeblich danach auch in Frankreich verstärkt habe.

## Die Affäre Guigouin
Michel Taubmann wurde in seiner Haltung als politischer Publizist seit den 1970er Jahren stark beeindruckt der Totalitarismuskritik von Teilen der französischen linken Intelligenz. Diese Haltung bestimmt seine publizistische Aktivität bis heute. Geprägt wurde er auch von George Guingouin (1913–2005), einer Ikone der Résistance und der Kommunistischen Partei (PCF), der maßgeblich an der Befreiung von Limoges im August 1944 beteiligt war und 1945 erster Nachkriegsbürgermeister der südostfranzösischen Stadt wurde.
1994 widmete Taubmann Guingouin sein Buch L’Affaire Guingouin. Darin konnte er aufgrund langjähriger Recherchen ein dunkles Kapitel in der Geschichte der PCF belegen konnte: Guigouin, der sich in der Résistance der deutschen Besatzung mit Nicht-Kommunisten verbündet hatte, sollte schon während des Krieges wegen dieser Abweichung vom stalinistischen Kurs eliminiert werden sollte. Nach dem Krieg wurde er bald Opfer einer Rufmordkampagne seiner eigenen Genossen, die ihn rechtlich und psychisch gefährdete und ihn schließlich seines politischen Einflusses beraubte. Diese Enthüllung galt 1994 als politischer Skandal. Die PCF versuchte vergeblich, die Publikation zu verhindern. Taubmanns Buch löste dank seiner akribischen Recherchen und seines geschickten publizistischen Engagements eine Debatte unter Historikern und Zeitzeugen aus.

## Gründer der DenkfabrikCircle d’Oratoire
Nach den Anschlägen vom 11. September 2001 wurde der Medienprofi Michel Taubmann zu einem Meinungsführer und Netzwerker für französische Intellektuelle, die im Islamo-Faschismus eine neue Form des Totalitarismus erkennen und sich für die Intervention in Afghanistan und später im Irak aussprechen. Aus diesem Kreis heraus gründete er 2006 die transatlantisch-pro-zionistisch orientierte Zeitschrift Le Meilleur des mondes. Sie ist mittlerweile ein viel beachtetes Organ der Teile der französischen Intelligenz, die in den 1970er Jahren Totalitarismus-Kritik nicht nur auf den Nationalsozialismus, sondern zunächst auf die Sowjetunion übertragen hat, und heute im Islamo-Faschismus eine Bedrohung der westlichen Wertegemeinschaft erkennt. Dazu zählen die auch in Deutschland bekannten französischen Menschenrechtler und Medien-Intellektuellen wie Pascal Bruckner und André Glucksmann, der den Vorsitz der Vereinigung der Freunde von Le Meilleur des mondes führt.

## Über den Aufstieg des Mahmud Ahmadineschad
Ein Verdienst von Taubmann ist die Aufklärung des französischen Publikums über den in Deutschland bis heute noch wenig bekannten bzw. wenig diskutierten Aufstieg des iranischen Präsidenten Mahmud Ahmadineschad. Trautmann dokumentierte in seinen Büchern La bombe et le Coran. Première biographique du président iranien Mahmud Ahmadineschad (Editions du Moment 2008) und Histoire secrète de la révolution iranienne (Editions Denoël, gemeinsam mit dem Exil-Iraner Ramin Parham) die politische Karriere Ahmadinejads.
Aus den Recherchen Taubmanns wird immer deutlicher, dass der heutige iranische Präsident schon seit etwa 1980 leitende Funktionen in den Revolutionären Garden Khomeinis übernahm: Zeugenaussagen belegen, dass er als Ausbilder in der Basidsch-e Mostaz'afin tätig war, einer paramilitärischen Massenorganisation, die sich aus fanatischen Freiwilligen rekrutiert und für seinen Aufstieg eine ähnliche Rolle gespielt haben dürfte wie die SA für die NSDAP. Die Basidsch-e Mostaz'afin war und ist für die Unterdrückung und Verfolgung ethnischer und religiöser Minderheiten und der politischen Opposition sowie die Koordinierung und Vorbereitung von terroristischen Aktionen, insbesondere der Hisbollah verantwortlich. Nach Taubmann bedeutet die Präsidentschaft Ahmadinejads seit 2005 die Übernahme des Iran durch diese eliminatorische Massenbewegung.

## Positionierung und Kritik
Im Unterschied zu Deutschland rekrutieren sich in Frankreich Denkfabriken wie der Cercle d‘Oratoire traditionell nicht nur aus Initiativen des Staates oder der Wirtschaft, sondern noch häufig aus unabhängig agierenden Intellektuellen und Menschenrechtlern. Der Wettbewerb um die Schlüsselwörter des politischen Diskurses ist für deutsche Verhältnisse allenfalls mit der Polemiken des Journalisten Henryk M. Broder zu vergleichen. So operiert der Cercle d’oratoire mit Begriffen wie „Islamo-Faschismus“, „grüner Faschismus“ und „islamischen Totalitarismus“, und reklamiert damit für sich eine Kontinuität der französisch-westlichen Aufklärung.
Kritiker werfen Taubmann und seinem Kreis im Gegenzug vor, neokonservative amerikanische Positionen in Kontinental-Europa zu verbreiten. Der Journalist Eric Aeschimann bezeichnete in seinem Artikel vom 6. März 2006 in der Tageszeitung „Libération“ den Freundeskreis der Zeitschrift Le Meilleur des mondes um André Glucksmann polemisch als „Die besten Freunde von Amerika“.
Ähnlich wie die Bush-Administration sei der Cercle bemüht, den Islam in der Linie des Nationalsozialismus und des Kommunismus zu zeigen, um zu suggerieren, dass hier Demokratien mit dem  Bösen schlechthin konfrontiert sind.
Andere Kommentatoren verweisen auf Prozesse politischer Neuorientierung, die ähnlich wie Frankreich auch in Deutschland begegnen. So erklärt der renommierte französische Historiker Stéphane Courtois die Härte der Auseinandersetzung aus politischen Abspaltungsprozessen, die in Frankreich mit der Totalitarismus-Kritik seit den 1970er Jahren einsetzt: Die heutigen medienwirksamen Transatlantiker um Taubmann ebenso wie er einst selbst im linken politischen Spektrum  vereint.
Dem entgegnen Taubmann, Bruckner und Glucksmann mit der These, dass sich bei der ablehnenden französischen Haltung gegenüber den USA ältere Großmachts-Rivalitäten und ein gewisser Hang zum Isolationalismus zeigen würden.

## Michel Taubmann und Dominique Strauss-Kahn
Michel Taubmann veröffentlichte Die wahre Geschichte des Dominique Strauss-Kahn
(Le roman vrai de Dominique Strauss-Kahn. Ed’s Moment). Dort berichtet Taubmann unter anderem
wie Strauss-Kahn mit seiner Ehefrau Anne Sinclair (neé: Anne-Élise Schwartz) ein Medienfiasko anrichtet,
indem er sich als Pärchen DSK-Sinclair vor einem Porsche Panamera S ablichten lässt.
(Der Porsche Panamera S ist ein Geschoss mit „umweltfreundlichen“ 400 PS und für einen Sozialisten mit einem Preis von über 100.000 US$ anscheinend „durchaus angemessen“. Ramzi Khiroun, einer seiner Berater, ist der tatsächliche Besitzer des Boliden).
Ein Jahr vor der Präsidentschaftswahl hielt Taubmann dies für den ersten kapitalen medialen Fehler des Dominique Strauss-Kahn.